# Bingerville
Bingerville – miasto w południowo-wschodniej części Wybrzeża Kości Słoniowej; w regionie Lagunes. Według danych szacunkowych na rok 2010 liczy 59 690 mieszkańców.
W latach 1900–1934 było stolicą francuskiej kolonii Wybrzeża Kości Słoniowej (później stolicę przeniesiono do Abidżanu). Pozostałością czasów kolonialnych jest ogród botaniczny Bingerville.
Nazwę miasta nadano na cześć francuskiego oficera i badacza Afryki Zachodniej Louisa-Gustave'a Bingera.